# ヤコブス・ワーベン
ヤコブス・ワーベン（Jacobus Waben、1575年頃 - 1641年頃）は、オランダの画家である。おもにオランダ西部の港町ホールンで肖像画家、風俗画家として働いた。

## 略歴
現在の北ホラント州のアルクマール(Alkmaar)で生まれた。父親は傭兵隊(Waargelder)の軍人であった。1575年頃の生まれとされるが1585年頃という説もある。
絵を誰から学んだかは知られていない。1609年頃、ホールンに移った。1610年頃には、画家として働いていたとされるが、父親と同じく傭兵としても働いていて士官を務め、1637年には軍人としてブリーレ(Brielle)に移動した。1610年にはホールンで生まれた息子の洗礼の記録があり、また1617年、1621年、1633年の3度、ホールンで結婚した記録がある。知られている中で最も古い作品は、1611年に描かれたアルクマールの市長の肖像画である。
画家として最も活躍したのは1620年から1630年の間で、オランダ東インド会社総督を務めたヤン・ピーテルスゾーン・クーンとその妻の結婚肖像画を含むホールンの有力者やその家族の肖像画や風俗画を描いた。少なくとも1634年までホールンで画家として働いた。正確な死亡日も不明であるが、1641年から1642年の間とされている。
ワーベンの作品の多くがホールンの博物館(Westfries Museum)に残されている。

## 作品

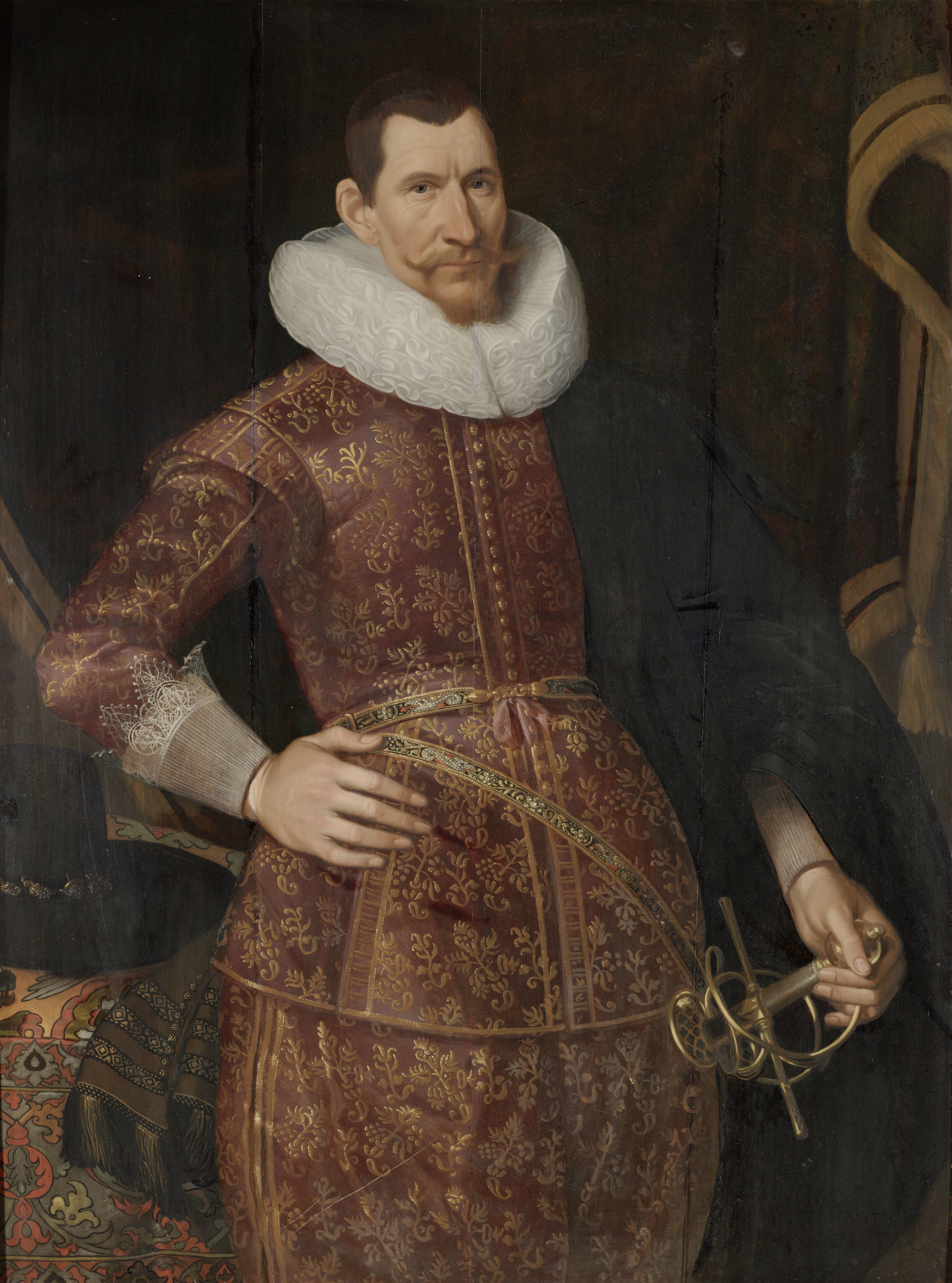
ヤン・ピーテルスゾーン・クーンの肖像画 Westfries Museum
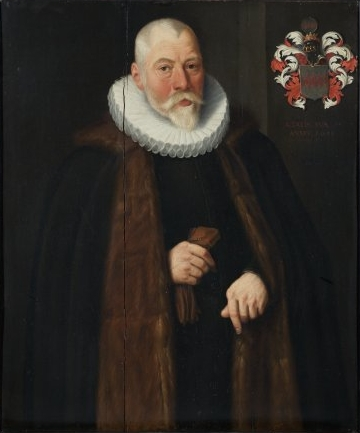
アルクマールの市長Jacob van Foreest (1911) Stedelijk Museum Alkmaar
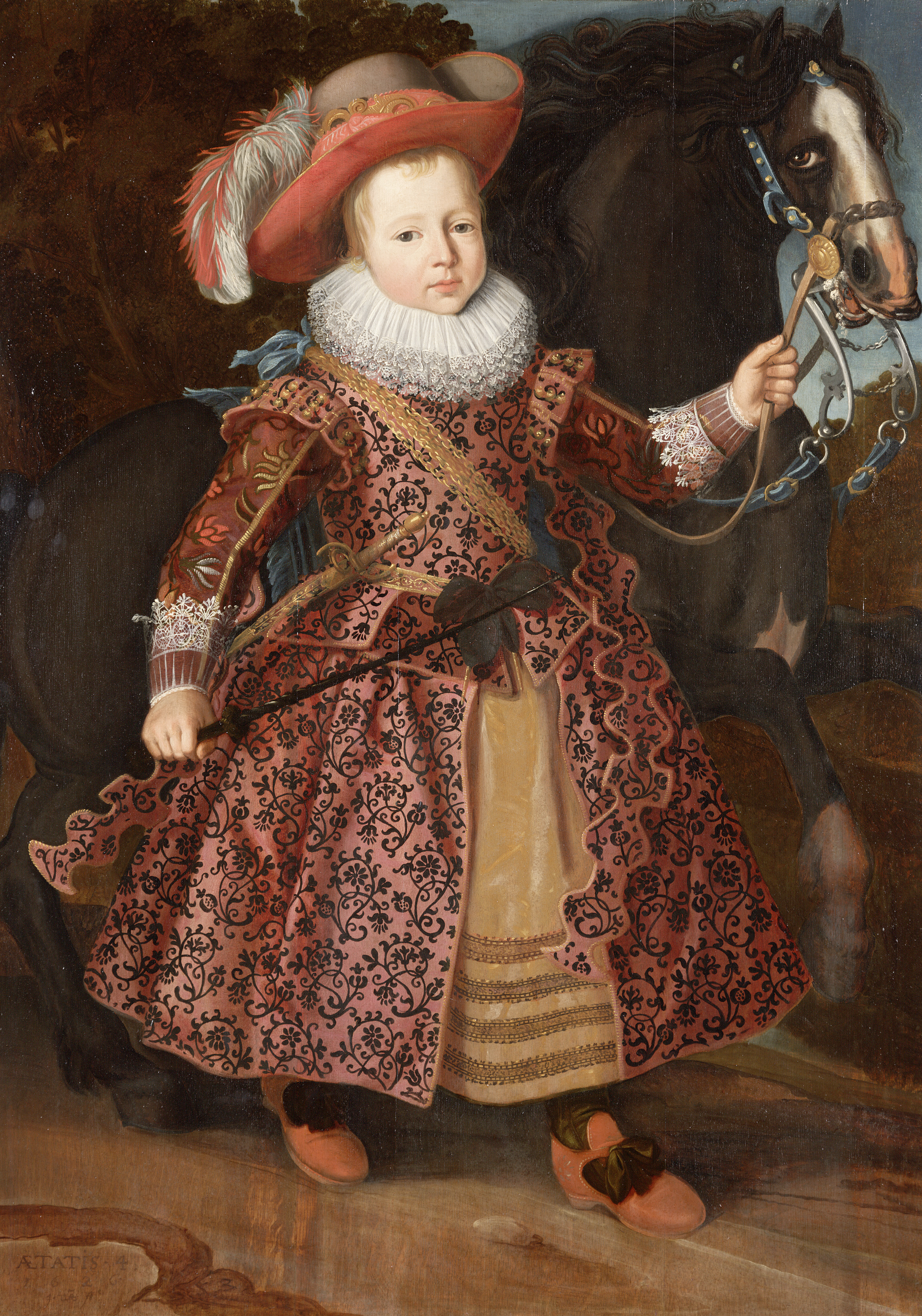
Meyndert Merensの肖像画　(1626)
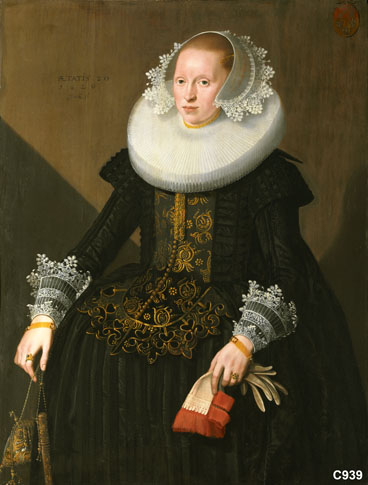
肖像画　(1629)